# Puilly-et-Charbeaux

Puilly-et-Charbeaux este o comună în departamentul Ardennes din nordul Franței. În 1 ianuarie 2022 avea o populație de 218 de locuitori.